# São João Baptista de Vila Chã
São João Baptista de Vila Chã ist ein Ort und eine ehemalige Gemeinde (Freguesia) im nordportugiesischen Kreis Ponte da Barca. Die Gemeinde hatte 481 Einwohner (Stand 30. Juni 2011).
Am 29. September 2013 wurden die Gemeinden Vila Chã (São João Baptista) und Vila Chã (Santiago) zur neuen Gemeinde União das Freguesias de Vila Chã (São João Baptista e Santiago) zusammengeschlossen. Vila Chã (São João Baptista) ist Sitz dieser neu gebildeten Gemeinde.